# Annerösli Zryd
Annerösli Zryd (ur. 3 maja 1949 w Adelboden) – szwajcarska narciarka alpejska, mistrzyni świata.

## Kariera
W zawodach Pucharu Świata zadebiutowała 7 stycznia 1967 roku w Oberstaufen, gdzie nie ukończyła pierwszego przejazdu w slalomie. Pierwsze punkty wywalczyła 3 marca 1967 roku w Sestriere, gdzie zajęła czwarte miejsce w zjeździe. Walkę o trzecie miejsce przegrała tam z Francuzką Florence Steurer. Na podium zawodów tego cyklu jedyny raz stanęła 11 lutego 1970 roku w Val Gardena, wygrywając rywalizację w zjeździe. W sezonie 1969/1970 zajęła  w klasyfikacji generalnej i w klasyfikacji giganta, a w klasyfikacji slalomu zajęła drugie miejsce. Ponadto w sezonie 1966/1967 zajęła 15. miejsce w klasyfikacji generalnej, a w klasyfikacji zjazdu była ósma.
Wystartowała na igrzyskach olimpijskich w Grenoble w 1968 roku, gdzie zajęła jedenaste miejsce w zjeździe i slalomie oraz trzynaste w gigancie.  Na rozgrywanych dwa lata później mistrzostwach świata w Val Gardena wywalczyła złoty medal w zjeździe. Wyprzedziła tam Isabelle Mir z Francji i Austriaczkę Annemarie Moser-Pröll. Była też między innymi ósma w kombinacji podczas mistrzostw świata w Grenoble w 1968 roku.

## Osiągnięcia

### Igrzyska olimpijskie
| Miejsce | Dzień     | Rok  | Miejscowość | Konkurencja | Czas biegu | Strata | Zwyciężczyni       |
| ------- | --------- | ---- | ----------- | ----------- | ---------- | ------ | ------------------ |
| 11.     | 10 lutego | 1968 | Grenoble    | Zjazd       | 1:40,87    | +2,89  | Olga Pall          |
| 11.     | 13 lutego | 1968 | Grenoble    | Slalom      | 1:25,86    | +5,55  | Marielle Goitschel |
| 13.     | 15 lutego | 1968 | Grenoble    | Gigant      | 1:51,97    | +5,63  | Nancy Greene       |

### Mistrzostwa świata
| Miejsce | Dzień     | Rok  | Miejscowość | Konkurencja | Czas biegu | Strata     | Zwyciężczyni       |
| ------- | --------- | ---- | ----------- | ----------- | ---------- | ---------- | ------------------ |
| 11.     | 10 lutego | 1968 | Grenoble    | Zjazd       | 1:40,87    | +2,89      | Olga Pall          |
| 11.     | 13 lutego | 1968 | Grenoble    | Slalom      | 1:25,86    | +5,55      | Marielle Goitschel |
| 13.     | 15 lutego | 1968 | Grenoble    | Gigant      | 1:51,97    | +5,63      | Nancy Greene       |
| 8.      | 15 lutego | 1968 | Grenoble    | Kombinacja  | 16,31 pkt  | +66,59 pkt | Nancy Greene       |
| 1.      | 11 lutego | 1970 | Val Gardena | Zjazd       | 1:58,34    | –          | –                  |
| 19.     | 13 lutego | 1970 | Val Gardena | Slalom      | 1:40,44    | +9,83      | Ingrid Lafforgue   |
| DSQ     | 14 lutego | 1970 | Val Gardena | Gigant      | 1:20,46    | –          | Betsy Clifford     |

### Puchar Świata

#### Miejsca w klasyfikacji generalnej
- sezon 1966/1967: 15.
- sezon 1967/1968: 21.
- sezon 1968/1969: 22.
- sezon 1969/1970: 19.

#### Miejsca na podium w zawodach
1. Val Gardena – 11 lutego 1970 (zjazd) – 1. miejsce

* Zawody w ramach mistrzostw świata